# دوري الدرجة الثانية السعودي 2009–10
دوري الدرجة الثانية السعودي هي مسابقة كرة القدم من الدرجة الثالثة في المملكة العربية السعودية. تأهل ثلاثة فرق إلى دوري الدرجة الأولى السعودي. في هذا الموسم ، تم إلغاء الهبوط بعد دوري الدرجة الثانية إلى 20 نادي.

## ترتيب الدوري
| المركز | النادي                   | لعب | فاز | تعادل | خسر | له | عليه | فارق | النقاط | تأهل أو هبط                     |
| ------ | ------------------------ | --- | --- | ----- | --- | -- | ---- | ---- | ------ | ------------------------------- |
| 1      | نادي النجمة (السعودية)   | 26  | 16  | 7     | 3   | 53 | 22   | +31  | 55     | تأهل إلى دوري المحترفين السعودي |
| 2      | نادي الجيل               | 26  | 15  | 4     | 7   | 44 | 28   | +16  | 49     | تأهل إلى دوري المحترفين السعودي |
| 3      | نادي جدة                 | 26  | 13  | 5     | 8   | 42 | 31   | +11  | 44     | تأهل إلى دوري المحترفين السعودي |
| 4      | نادي العروبة (السعودية)  | 26  | 12  | 7     | 7   | 37 | 37   | +0   | 43     | تأهل إلى دوري المحترفين السعودي |
| 5      | نادي النهضة (السعودية)   | 26  | 12  | 7     | 7   | 37 | 27   | +10  | 43     |                                 |
| 6      | نادي الجبلين             | 26  | 12  | 5     | 9   | 37 | 29   | +8   | 41     |                                 |
| 7      | نادي سدوس                | 26  | 12  | 5     | 9   | 35 | 33   | +2   | 41     |                                 |
| 8      | نادي الباطن              | 26  | 9   | 7     | 10  | 36 | 39   | -3   | 34     |                                 |
| 9      | النادي العربي (السعودية) | 26  | 8   | 6     | 12  | 33 | 39   | -6   | 30     |                                 |
| 10     | نادي الحمادة             | 26  | 8   | 5     | 13  | 30 | 33   | -3   | 29     |                                 |
| 11     | نادي الفيحاء             | 26  | 7   | 8     | 11  | 31 | 42   | -11  | 29     |                                 |
| 12     | نادي نجد                 | 26  | 8   | 4     | 14  | 23 | 46   | -23  | 28     |                                 |
| 13     | نادي الأخدود             | 26  | 6   | 9     | 11  | 29 | 33   | -4   | 27     |                                 |
| 14     | نادي الدرعية             | 26  | 3   | 3     | 20  | 18 | 46   | -28  | 12     |                                 |

## مباريات الهبوط
نادي العروبة (السعودية) صعد إلى دوري الدرجة الأولى السعودي بعد مُباراتين مع نادي النهضة (السعودية) بعدما تعادلوا في النقاط.
| الفريق الأول           | إجم. | الفريق الثاني           | مباراة الذهاب                       | مباراة الإياب                       |
| ---------------------- | ---- | ----------------------- | ----------------------------------- | ----------------------------------- |
| نادي النهضة (السعودية) | 3–5  | نادي العروبة (السعودية) | دوري الدرجة الثانية السعودي 2009–10 | دوري الدرجة الثانية السعودي 2009–10 |

### مباراة الذهاب
| نادي النهضة (السعودية)                                          | 3–2   | نادي العروبة (السعودية)                    |
| --------------------------------------------------------------- | ----- | ------------------------------------------ |
| Hani Al-Dahi 20' (ركلة.) · Mussa Shaqiqi 28' · Hani Al-Dahi 42' | تقرير | 58' Khalaf Shammari · 92' Khaled Al-Harthi |

### مباريات الإياب
| نادي العروبة (السعودية)                                                    | 3–0 | نادي النهضة (السعودية) |
| -------------------------------------------------------------------------- | --- | ---------------------- |
| Khalaf Shammari 25' · Khaled Al-Harthi 62' · Aaref Al-Shammari 93' (ركلة.) |     |                        |

## روابط خارجية
- Saudi Arabia Football Federation
- Saudi League Statistics
- goalzz